# Orecta eos
Orecta eos är en fjärilsart som beskrevs av Hermann Burmeister 1875. Orecta eos ingår i släktet Orecta och familjen svärmare. Inga underarter finns listade i Catalogue of Life.